# آسانو ناگانوری
آسانو ناگانوری (به ژاپنی: 浅野 長矩 Asano Naganori); ۲۸ سپتامبر ۱۶۶۷ – ۲۱ آوریل ۱۷۰۱)، تاکومی نو کامی دایمیو‌ی قلمروی آکو (۱۶۷۵–۱۷۰۱) در ژاپن بود. وی به عنوان فردی شناخته می‌شود که مجموعه‌ای از وقایع مربوط به وی در داستانی به نام چوشینگورا که یکی از تم‌های مورد علاقه کابوکی، بونراکو و کتاب‌ها و فیلم‌های ژاپنی است، بازگو شده‌است.

## زندگی‌نامه
آسانو ناگانوری در ادو به عنوان بزرگترین پسر آسانو ناگاتومو متولد شد. خانواده‌اش شاخه‌ای از خاندان آسانو بودند که مقر اصلی آن در هیروشیما بود. پدربزرگ وی، آسانو ناگانائو، پس از دیوانه شدن دایمیوی قبلی ایکدا ترواوکی و مصادره املاک او، به عنوان دایمیوی قلمروی آکو با ۵۰ هزار ککو منصوب شد. پس از ناگانائو که در سال ۱۶۷۱ درگذشت، ناگاتومو موفق شد به این جایگاه برسد، اما بعد از سه سال در سال ۱۶۷۵ درگذشت. ناگانوری در سن نه سالگی منصب پدرش را به عهده گرفت.
در سال ۱۶۸۰، به وی عنوان «تاکومی نو کامی»، اهدا شد، اما این عنوان تنها اسمی بود، همانگونه که عناوین دیگری نیز در آن زمان به سامورایی‌ها اعطا شده بود و تنها معنای افتخاری داشت. وی به عنوان یک دایمیو با یک تیول کوچک، چندین بار به مقام‌های کوچک و موقتی در شوگونسالاری توکوگاوا منصوب شد.
در سال ۱۶۸۳، مقرر شد که منصب وی یکی از دو میزبانی باشد که باید از مقامات مأمور شوگونسالاری توکوگاوا پذیرایی کنند. این اولین باری بود که وی با کیرا یوشیناکا، یک مقام اشرافی با بالاترین رتبه و رئیس امور تشریفاتی شوگونسالاری، ملاقات می‌کرد. کیرا یوشیناکا به وی در مورد پذیرایی مهمانانی که از کیوتو باید مورد پذیرایی قرار می‌گرفتند آموزش می‌داد.
در سال ۱۶۹۴، وی از یک بیماری جدی رنج می‌برد و چون فرزندی نداشت، بنابراین در آن زمان هیچ وارثی نیز نداشت. در آن زمان وقتی یک دایمیو بدون یک وارث معین جان خود را از دست می‌داد، املاکش توسط شوگونسالاری مصادره می‌شد و ملازم و نگهبانان وی به رونین تبدیل می‌شدند. برای جلوگیری از این، وی برادر کوچکتر خود آسانو ناگاهیرو (به نام دیگر «آسانو دایگاکو») را به فرزند خواندگی درآورد، و او را به عنوان وارث معرفی کرد و این امر توسط شوگونسالاری پذیرفته شد.
در سال ۱۷۰۱ وی برای دومین بار به همان منصب میزبانی منصوب شد. گفته شده‌است که وی سپس توسط کیرا یوشیناکا در شرایط نامناسبی قرار گرفت و تنش میان آنها افزایش یافت.
در روز مرگ وی در ۲۱ آوریل ۱۷۰۱، وی خنجر خود را از غلاف درآورد و می‌خواست کیرا یوشیناکا را در قلعه ادو (در حال حاضر قلعه توکیو) بکشد. وی موفق به کشتن آکیرا یوشیناکا نشد اما وی را از ناحیه سر و شانه زخمی کرد. در همان روز، پنجمین شوگون، توکوگاوا تسونایوشی، وی را مجبور به انجام هاراکیری و املاک وی را مصادره کرد.
وی در معبد سنگاکوجی سوزانده و دفن شد.
سامورایی‌ها و ملازم وی پس از مصادره املاک وی، تبدیل به رونین شدند. با این حال، تحت رهبری اُوایشی یُوشیئو، آنها انتقام مرگ ارباب خود را از کیرا یوشیناکا در عمارت وی در ادو در تاریخ ۱۵ دسامبر ۱۷۰۲ گرفتند. این ملازمان سابق به عنوان چهل و هفت رونین شهرت دارند. این انتقام‌گیری مشهورترین خونخواهی در ژاپن است.